# Watcher of the Skies/Willow Farm
Watcher of the Skies/Willow Farm è un singolo del gruppo musicale britannico Genesis, l'unico estratto dal quarto album in studio Foxtrot e pubblicato nel 1973.

## Descrizione
Watcher of the Skies è ispirato al romanzo Childhood's End di Arthur Clarke, mentre il titolo potrebbe riferirsi al poema On First Looking Into Chapman's Homer di John Keats (1817), senza poter escludere anche un'influenza della terza poesia contenuta nella raccolta Chamber Music di James Joyce. Il testo è stato composto da Tony Banks e da Mike Rutherford guardando il cielo sul tetto di un albergo di Napoli (nel quale alloggiava il gruppo durante il tour italiano del terzo album in studio Nursery Cryme) e parla di un alieno che osserva la Terra rimasta deserta dopo l'autodistruzione della razza umana.
Una versione ri-registrata e ridotta del brano è apparsa nella raccolta Genesis Archive 1967-75 del 1998.
Il brano Willow Farm è invece parte della suite Supper's Ready, nel quale rappresenta il quinto atto.

## Tracce
- Lato A

1. Watcher of the Skies – 3:44

- Lato B

1. Willow Farm – 2:59

## Formazione
- Peter Gabriel – voce, flauto, grancassa, tamburello, oboe
- Steve Hackett – chitarra elettrica, chitarra a 12 corde solista, chitarra solista
- Michael Rutherford – basso, pedal bass, chitarra a 12 corde, cori, violoncello
- Tony Banks – organo, mellotron, pianoforte elettrico, chitarra a 12 corde, cori
- Phil Collins – batteria, cori, percussioni assortite